# UCI Africa Tour 2014
L'UCI Africa Tour 2014 fu la decima edizione dell'UCI Africa Tour, uno dei cinque circuiti continentali di ciclismo dell'Unione Ciclistica Internazionale. Era composto da trentacinque corse che si svolsero tra ottobre 2013 e dicembre 2014 in Africa. Il vincitore della classifica individuale fu il ruandese Mekseb Debesay, migliore squadra fu la sudafricana MTN-Qhubeka, mentre la migliore nazione classificata fu il Marocco.

## Calendario

### Ottobre 2013
| Data  | Prova                   | Cat. | Vincitore           | Squadra       |
| ----- | ----------------------- | ---- | ------------------- | ------------- |
| 16-20 | Grand Prix Chantal Biya | 2.2  | Yves Ngue Ngock     | SNH Vélo Club |
| 25-3  | Tour du Faso            | 2.2  | Abdoul Aziz Nikiema | Burkina Faso  |

### Novembre 2013
| Data  | Prova                                                 | Cat. | Vincitore         | Squadra   |
| ----- | ----------------------------------------------------- | ---- | ----------------- | --------- |
| 5     | Les Challenges de la Marche verte - GP Sakia El Hamra | 1.2  | annullato         | annullato |
| 7     | Les Challenges de la Marche verte - GP Oued Eddahab   | 1.2  | annullato         | annullato |
| 8     | Les Challenges de la Marche verte - GP Al Massira     | 1.2  | annullato         | annullato |
| 17-24 | Tour du Rwanda                                        | 2.2  | Dylan Girdlestone | Sudafrica |
| 29    | Campionati africani - Cronometro a squadre            | CC   | Eritrea           | Eritrea   |

### Dicembre 2013
| Data | Prova                            | Cat. | Vincitore            | Squadra |
| ---- | -------------------------------- | ---- | -------------------- | ------- |
| 1    | Campionati africani - Cronometro | CC   | Daniel Teklehaimanot | Eritrea |
| 5    | Campionati africani - In linea   | CC   | Tesfom Okbamariam    | Eritrea |

### Gennaio
| Data  | Prova                     | Cat. | Vincitore       | Squadra       |
| ----- | ------------------------- | ---- | --------------- | ------------- |
| 13-19 | La Tropicale Amissa Bongo | 2.1  | Natnael Berhane | Team Europcar |

### Febbraio
| Data | Prova                                                 | Cat. | Vincitore         | Squadra |
| ---- | ----------------------------------------------------- | ---- | ----------------- | ------- |
| 27   | Les Challenges de la Marche verte - GP Sakia El Hamra | 1.2  | Essaïd Abelouache | Marocco |

### Marzo
| Data  | Prova                                               | Cat. | Vincitore               | Squadra                                  |
| ----- | --------------------------------------------------- | ---- | ----------------------- | ---------------------------------------- |
| 1     | Les Challenges de la Marche verte - GP Oued Eddahab | 1.2  | Mouhssine Lahsaini      | Marocco                                  |
| 2     | Les Challenges de la Marche verte - GP Al Massira   | 1.2  | Aleksandar Aleksiev     | Brisaspor                                |
| 8     | Criterium International d'Alger                     | 1.2  | Thomas Rabou            | OCBC Singapore Continental Cycling Team  |
| 9-13  | Tour d'Algérie                                      | 2.2  | Mekseb Debesay          | Eritrea                                  |
| 9-18  | Tour du Cameroun                                    | 2.2  | Dan Craven              | Bike Aid-Ride for Help                   |
| 14    | Grand Prix d'Oran                                   | 1.2  | Adel Barbari            | Vélo Club Sovac                          |
| 16-18 | Tour de Blida                                       | 2.2  | Amanuel Gebre Igzabhier | Eritrea                                  |
| 19-21 | Tour de Setif                                       | 2.2  | Thomas Lebas            | Bridgestone-Anchor Cycling Team          |
| 22    | Criterium International de Setif                    | 1.2  | Mouhssine Lahsaini      | Marocco                                  |
| 24-27 | Tour International de Constantine                   | 2.2  | Sergej Belych           | Team 21                                  |
| 28    | Circuit International d'Alger                       | 1.2  | Azzedine Lagab          | Groupement Sportif des Pétrolier Algérie |
| 29    | Criterium International de Blida                    | 1.2  | Marco Amicabile         | Gragnano Sporting Club                   |

### Aprile
| Data | Prova             | Cat. | Vincitore                  | Squadra                   |
| ---- | ----------------- | ---- | -------------------------- | ------------------------- |
| 4-13 | Tour du Maroc     | 2.2  | Julien Loubet              | GSC Blagnac Vélo Sport 31 |
| 8-12 | Mzansi Tour       | 2.2  | Jacques Janse van Rensburg | MTN-Qhubeka               |
| 27   | Circuit of Asmara | 1.2  | annullato                  | annullato                 |

### Maggio
| Data | Prova                                             | Cat. | Vincitore          | Squadra       |
| ---- | ------------------------------------------------- | ---- | ------------------ | ------------- |
| 9    | Challenge du Prince - Trophée Princier            | 1.2  | Abdelatif Saadoune | Marocco       |
| 10   | Challenge du Prince - Trophée de l'Anniversaire   | 1.2  | Mouhssine Lahsaini | Marocco       |
| 12   | Challenge du Prince - Trophée de la Maison Royale | 1.2  | Tarik Chaoufi      | Maroc Telecom |

### Settembre
| Data | Prova                 | Cat. | Vincitore | Squadra   |
| ---- | --------------------- | ---- | --------- | --------- |
| 6-12 | Tour de Côte d'Ivoire | 2.2  | annullato | annullato |

### Ottobre
| Data | Prova        | Cat. | Vincitore | Squadra   |
| ---- | ------------ | ---- | --------- | --------- |
| 24-2 | Tour du Faso | 2.2  | annullato | annullato |

### Novembre
| Data  | Prova                   | Cat. | Vincitore         | Squadra                |
| ----- | ----------------------- | ---- | ----------------- | ---------------------- |
| 6-9   | Grand Prix Chantal Biya | 2.2  | Mekseb Debesay    | Bike Aid-Ride for Help |
| 16-23 | Tour du Rwanda          | 2.2  | Valens Ndayisenga | Team Rwanda Karisimbi  |
| 30-4  | Cycle4Madiba Tour       | 2.2  | annullato         | annullato              |

### Dicembre
| Data | Prova                | Cat. | Vincitore | Squadra   |
| ---- | -------------------- | ---- | --------- | --------- |
| 5    | Cycle4Madiba Classic | 1.2  | annullato | annullato |

## Classifiche
Classifiche finali.
| Pos. | Corridore           | Squadra        | Punti  |
| ---- | ------------------- | -------------- | ------ |
| 1    | Mekseb Debesay      | Bike Aid       | 241    |
| 3    | Mouhssine Lahsaini  | -              | 219    |
| 3    | Azzedine Lagab      | Pétrolier Alg. | 192    |
| 4    | Essaïd Abelouache   | -              | 174    |
| 5    | Salaheddine Mraouni | -              | 174    |
| 6    | Valens Ndayisenga   | -              | 159    |
| 7    | Louis Meintjes      | MTN-Qhubeka    | 132,25 |
| 8    | Luis León Sánchez   | Caja Rural     | 128    |
| 9    | Tarik Chaoufi       | -              | 122    |
| 10   | Abdelati Saadoune   | -              | 109    |

| Pos. | Squadra                        | Punti  |
| ---- | ------------------------------ | ------ |
| 1    | MTN-Qhubeka                    | 402,33 |
| 2    | GS des Pétrolier Algérie       | 359,67 |
| 3    | Bike Aid-Ride for Help         | 272    |
| 4    | Bridgestone-Anchor Cycling     | 178    |
| 5    | OCBC Singapore                 | 173    |
| 6    | Wanty-Groupe Gobert            | 158    |
| 7    | Velo Club Sovac                | 143,67 |
| 8    | Caja Rural-Seguros RGA         | 128    |
| 9    | Skydive Dubai Pro Cycling Team | 118    |
| 10   | Team 21                        | 117    |

| Pos. | Nazione      | Punti  |
| ---- | ------------ | ------ |
| 1    | Marocco      | 1 113  |
| 2    | Eritrea      | 875,5  |
| 3    | Algeria      | 739,01 |
| 4    | Sudafrica    | 465,5  |
| 5    | Ruanda       | 409    |
| 6    | Burkina Faso | 290    |
| 7    | Camerun      | 262    |
| 8    | Tunisia      | 228    |
| 9    | Namibia      | 148,66 |
| 10   | Gabon        | 143    |